# Тесторе, Карло Антонио
Карло Антонио Тесторе (итал. Сarlo Antonio Testore, 1688, Милан — после 1764) — итальянский мастер струнных инструментов из семейства Тесторе. Старший сын Карло Джузеппе Тесторе (ок. 1660—1710), брат Паоло Тесторе (1690— после 1760).
Ученик своего отца, работал в Милане в семейной мастерской. Инструменты Тесторе изготовлены из древесины высокого качества и покрыты золотисто-жёлтым густым лаком, отличаются богатством звучания. Изготавливал скрипки только большого размера.
На контрабасе работы Тесторе на протяжении большей части жизни играл контрабасист-виртуоз Джованни Боттезини.
В старости работал со своим сыном Джованни.